# Tigran Gevorq Martirosyan
Pour les articles homonymes, voir Martirosyan.
Tigran Gevorq Martirosyan (né le 9 juin 1988 à Gyumri) est un haltérophile arménien.
Aux championnats du monde d'haltérophilie de 2006, il finit à la sixième place de la catégorie des moins de 69 kg avec un total de 306 kg. Dans la même catégorie, il remporte la médaille d'argent aux championnats d'Europe 2007 avec un total de 331 kg puis la médaille d'or l'année suivante avec un total de 246 kg.
En 2008, aux jeux olympiques de Pékin, il remporte la médaille de bronze, toujours dans la catégorie des moins de 69 kg, avec un total de 338 kg.
Le 31 août 2016, le Comité international olympique annonce sa disqualification des Jeux de Pékin en raison de la présence de turinabol dans les échantillons prélevés lors de ces Jeux.

## Palmarès

### Jeux olympiques
- Jeux olympiques d'été de 2008 :  médaille de bronze en moins de 69 kg Disqualifié pour dopage.

### Championnats du monde
- Championnats du monde d'haltérophilie 2009 :  médaille d'argent en moins de 77 kg
- Championnats du monde d'haltérophilie 2010 :  médaille d'or en moins de 77 kg

### Championnats d'Europe
- Championnats d'Europe d'haltérophilie 2007 :  médaille d'argent en moins de 69 kg
- Championnats d'Europe d'haltérophilie 2008 :  médaille d'or en moins de 69 kg
- Championnats d'Europe d'haltérophilie 2010 :  médaille d'or en moins de 77 kg